# Copeland, Oklahoma
Copeland är en så kallad census-designated place i Delaware County i Oklahoma. Vid 2010 års folkräkning hade Copeland 1 629 invånare.